# Glas Srpske

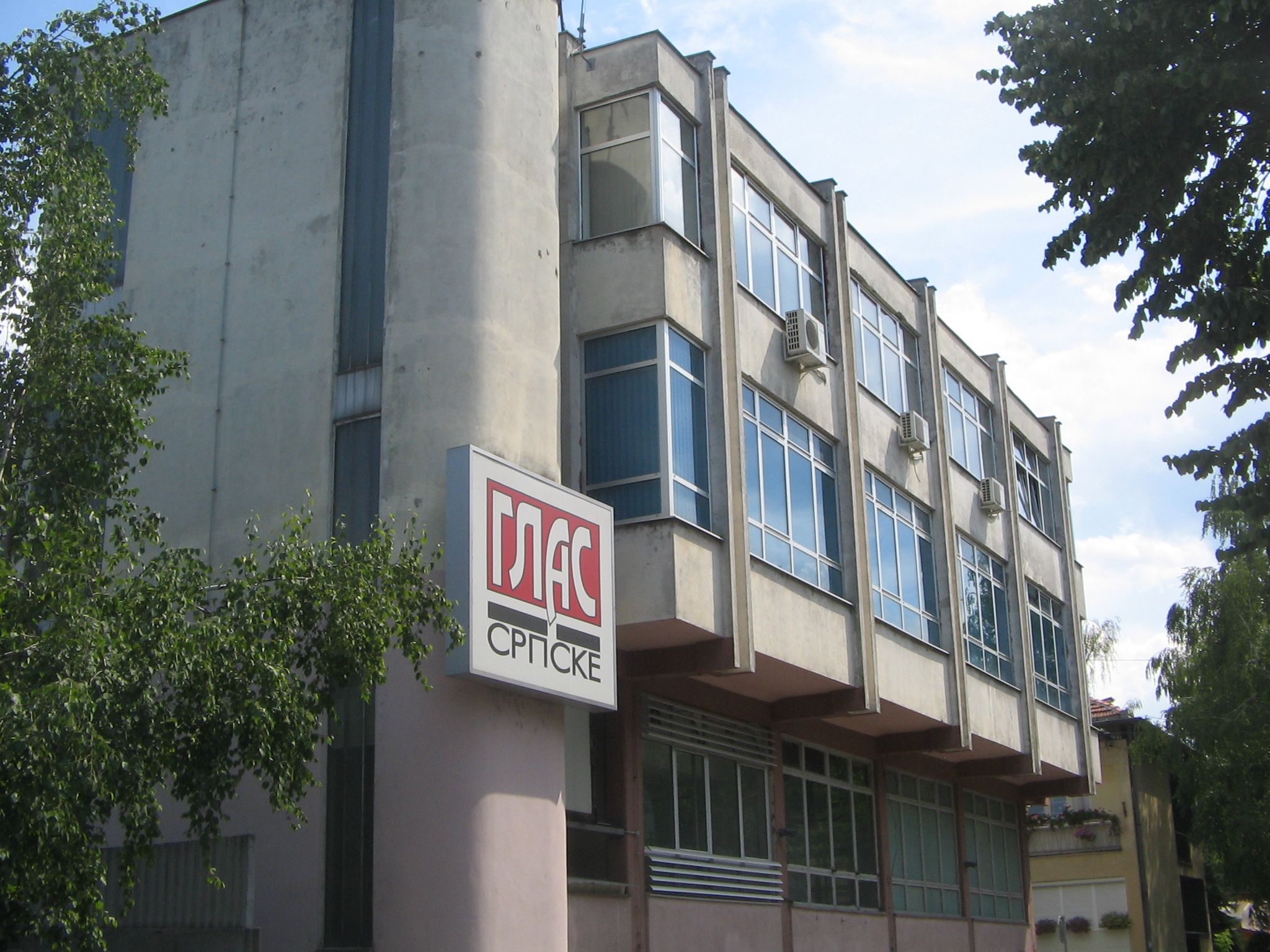
L'immeuble de Glas Srpske à Banja Luka

Glas Srpske (en serbe cyrillique : Глас Српске) est un journal publié à Banja Luka, la capitale de la république serbe de Bosnie, en Bosnie-Herzégovine. Il est actuellement dirigé par Boris Dmitrašinović et Kusmuk Mirjana en est le rédacteur en chef.

## Histoire
Le journal a été créé le 31 juillet 1943 sous le nom de Glas à Župica, dans la Krajina de Bosnie, près de Drvar ; à cette époque, il servait d'organe aux Partisans communistes de Tito. À partir de 1945, il fut publié à Banja Luka et, jusqu'en juin 1951, il fut l'organe du Font populaire du district (en serbe cyrillique : Обласног народног фронта). Puis, jusqu'en septembre 1953, il devint l'organe de l'Alliance socialiste des travailleurs de Yougoslavie (Социјалистички савез радног народа Југославије) et prit le nom de Banjalučke novine avant de reprendre son ancien nom de Glas en 1963 ; à partir du 8 février 1983, le journal fut publié quotidiennement.
Après la guerre de Bosnie-Herzégovine et à partir du 15 septembre 1992, l'Assemblée de la république serbe prit la décision d'en faire l'organe offiel de la république serbe de Bosnie et, le 28 septembre 1992, le journal prit le nom de Glas srpski, la « Voix serbe ». Glas srpski a pris le nom de Glas Srpske le 5 mai 2003.

## Contrôle
Depuis 1992, le journal est placé sous le contrôle de la république serbe de Bosnie.  En 2008, 48 % du capital du journal et 62 % des titres associés appartenant à la maison d'édition Glas srpski - Grafika ont été achetés par un consortium constitué du journal conurrent Nezavisne novine et par l'entreprise de construction Integral inženjering.

## Particularité
Le journal est écrit dans l'alphabet cyrillique serbe.